# ميرو تسيرار
ميروسلاف تسيرار الابن هو أستاذ قانون سلوفيني وسياسي. وكان رئيسا لوزراء سلوفينيا، يقود الحكومة الثانية عشرة. شغل منصب نائب رئيس الوزراء ووزير الخارجية في الحكومة الثالثة عشرة. وهو أستاذ كامل في كلية الحقوق بجامعة ليوبليانا.
وقبل دخوله السياسة في عام 2014، كان يعرف باسم رجل القانون والفكر المتخصص في تفسير الدستور ومشروعية عمل سلطات الدولة. ودعا إلى سيادة القانون، و‌الديمقراطية الدستورية، والثقافة القانونية المحسنة، والمعايير الأخلاقية العليا في المجتمع.
وفي عام 2014 دخل إلى عالم السياسة، وأنشأ حزب ميرو سيرار وانتخب رئيسا للوزراء بعد أن فاز حزبه بالانتخابات البرلمانية. وبعد عدد من سنوات الأزمات، تمكنت حكومته الائتلافية (2014-2018) من تثبيت استقرار الوضع السياسي وقيادة البلاد للخروج من الأزمة المالية الاقتصادية. فقد عملت الحكومة على تعزيز التمويل العام، وتبنت إستراتيجية إدارة الأصول التابعة للدولة ثم تخلت تدريجيا عن تدابير التقشف. وقد مكنت هذه التدابير وغيرها من التدابير سلوفينيا من تصحيح الاختلالات المفرطة في الاقتصاد الكلي، التي استمرت بعد عام 2011. وفي عامي 2015 و 2016، تمكنت حكومة سيرار، بالتعاون مع المجتمعات المحلية والمنظمات غير الحكومية، من تأمين المعاملة الإنسانية الآمنة والنقل لما يقرب من نصف مليون مهاجر عبر الأراضي السلوفينية.
وفي الفترة 2018-2020، كان سيرار نائبا لرئيس الوزراء ووزير خارجية جمهورية سلوفينيا. ومن خلال ضمان السياسة الخارجية المتوازنة وعلاقات حسن الجوار، عمل على تكثيف التعاون مع الدول الأساسية في الاتحاد الأوروبي، مع علاقات واضحة مع البنلوكس، والولايات المتحدة. ولقد دعا إلى انفتاح سلوفينيا على العالم بشكل أكبر. ومن بين أولوياته الدبلوماسية الاقتصادية، والتنمية المستدامة، وسيادة القانون، وحقوق الإنسان، والعمل الإنساني، والتعددية. وكان من بين أشد المروجين الأوروبيين ل‍توسعة الاتحاد الأوروبي إلى غرب البلقان تحمسا.